# Jacob de Utreque
Jacob Claesz de Utreque, também conhecido por Jacobus Traiectensis devido à sua assinatura (meados de 1479 - já morto em 1525) foi um pintor flamengo do renascentismo que trabalhou na Antuérpia e em Lubeque.

## Vida
Não se sabe até hoje muito da vida de Jacob. Pesquisa sobre este importante pintor flamengo não começou até o final do século XIX. Ele provavelmente nasceu em Utreque, apesar disto não ser assegurado. Assume-se que ele se tornou um cidadão da Antuérpia por volta de 1500 e é lembrado como um "mestre artesão livre" da Guilda de São Lucas de 1506 a 1512.
De 1519 a 1525 ele é relatado como um membro do Leonardsbruderschaft (Irmandade de Leonardo), uma fraternidade religiosa de mercadores de Lubeque entre cujos membros apareciam os líderes da Reforma Protestante da década de 1530.
Deste momento em diante não há históricos de sua vida.

## Obra
Jacob possuía tanto a assinatura Jacobus Traiectensis quanto a forma Claesz / Claez, seu verdadeiro sobrenome.
- Altar de Berlim (1513), Gemäldegalerie, Berlim
- Decoração de altar de Cologne (1515), para a Grande Igreja de São Martinho em Colônia, agora no museu Wallraf-Richartz, na mesma cidade
- Tríptico (1520) para um mercador de Lübeck, Hinrich Kerckring, museu St. Annen em Lübeck
- Retrato de uma jovem moça de Lübeck (meados de 1520), Louvre, Paris
- Retrato de um homem com um pequeno cão (meados de 1520), Museu Nacional de Belas-Artes da Suécia, Estocolmo
- Retrato de Johann Wigerick (1522), Palácio Herdringen perto de Arnsberg
- Retrato de um homem escrevendo uma carta (1524), Gemäldegalerie, Berlim
- Retrato de um homem com anéis (1524), Museu Hermitage, São Petersburgo, Rússia
- Altar de crucificação (meados de 1525), norte de Zelândia, Dinamarca
- Altar da trindade (1525) para Igreja de Santa Maria, Lübeck, destruído em um bombardeio na Segunda Guerra Mundial
- Altar da Anunciação com retratos de mercadores doadores de Lübeck Hermann Plönnies e sua esposa, originalmente na coleção do Reedtz-Thott no castelo da ilha de Gavnø, perto de Næstved